# 共伯和
共伯和是在西周周厉王、周宣王之间（前841年至前827年）执政的诸侯。因不同历史文献有异说，他的具体身份和角色在学术界仍存在一定争议。一说为共國（在今辉县）国君，名和。一说“共伯和”为卫武公的別稱。
《竹书纪年》记载，前841年，周厉王暴政引起国人暴动，厉王逃到彘邑（今山西霍州市），太子静（后为周宣王）藏在召穆公家里，史称彘之乱。共伯和受诸侯推举，“行天子事，号曰‘共和元年’”。史称这段时期为“共和”。共和十四年，周厲王駕崩，即归政于周宣王，共和時期結束。而自己“逍遥得志于共山之首”。另外，共和元年为中国历史上有确切纪年的开始。
共和还有一种说法，仅见于《史记·周本紀》，称所谓共和指周公、召公两卿行政。这里的召公为召穆公虎，而同一时期文献中却没有记载周公的名号（周定公一说出自伪《今本竹书纪年》），所以后代学者多有怀疑。
最近发现的清华简中有一部编年体史书叫《繫年》，《系年》记载：「厉王大虐于周，卿李、诸正、万民弗刃于厥心，乃归厉王于彘，共伯和立。十又四年，厉王生宣王，宣王即位，共伯和归于宋。」